# Pallavolo Parma
Pallavolo Parma var en volleybollklubb från Parma. Klubben grundades 1946 och var aktiv till 2004.
I Italien blev de italienska mästare åtta gånger (1950, 1951, 1969, 1982, 1983, 1990, 1992 och 1993), italienska cupsegrare fem gånger (1982, 1983, 1987, 1990 och 1992). Internationellt vann klubben samtliga de tre stora cuperna. De vann europacupen två gånger (1983-1984 och 1984-1985) och cupvinnarecupen tre gånger (1987-1988, 1988-1989 och 1989-1990, tävlingen kallas numera CEV Cup) och CEV Cup två gånger (1991-1992 och 1994-1995, tävlingen kallas numera CEV Challenge Cup). De vann världsmästerskapet i volleyboll för klubblag 1989.
En viktig faktor för klubbens framgångar var att de var sponsrade av först Parmalat från 1980 (och då hade deras produkt Santàl i klubbnamnet) därefter Motta från 1987. När Motta lämnade klubben 1994 försämrades klubbens situation och de sålde sin licens till Roma Volley 1996 och började spela i serie A2 istället. De lyckades dock ta sig tillbaka till högstaserien, men lade slutligen ned verksamheten 2004.